# Arnold Palmer Invitational
Arnold Palmer Invitational är en professionell golftävling på den amerikanska PGA-touren.
Tävlingen spelas i mars varje år på Arnold Palmers Bay Hill Club and Lodge, en privat golfklubb i Orlando, Florida som sedan 1976 ägs av Arnold Palmer. Tävlingen spelades första gången 1979 då den efterträdde Florida Citrus Open Invitational som spelades på en annan bana i Orlando. Från och med 2007 kom tävlingen att heta Arnold Palmer Invitational.
Tävlingen är en inbjudningstävling med ett mindre startfält än andra tävlingar på PGA Touren - som brukar ha 156 spelare - med 117 startande år 2017.
Tiger Woods vann Bay Hill Invitational 2000 till 2003 och det är en av fyra gånger som en tävling har vunnits fyra upplagor i rad av samma spelare på PGA Touren. Woods har även vunnit tävlingen 2008 och 2009, samt 2012 och 2013, vilket ger totalt 8 vinster.

## Inbjudan
Arnold Palmer Invitational är en inbjudningstävling, vilket innebär att enbart inbjudna, eller spelare som uppnått ett kriterium för inbjudan, får delta.  De spelare som uppfyllde följande kriterier blev inbjudna till upplagan 2017:
- Tidigare vinnare av Arnold Palmer Invitational,
- Vinnarna av the Memorial sedan tre år tillbaka,
- Vinnaren av förra säsongens Tour Championship,
- Vinnarna av WGC-HSBC sedan tre år tillbaka,
- Vinnarna av US Open sedan 5 år tillbaka,
- Vinnarna av The Open sedan 5 år tillbaka,
- Vinnarna av US Masters sedan 5 år tillbaka,
- Vinnarna av PGA Mästerskapet sedan 5 år tillbaka,
- Vinnarna av The Players sedan 5 år tillbaka,
- Deltagare av USA:s förra Ryder Cup lag,
- Deltagare av USA:s förra Presidents Cup lag,
- Förra årets vinnare av US Amateur,
- Spelare rankade inom top-50 på OWGR,
- Olika "Sponsors Exemptions",
- Top-70 på förra årets FedEx Cup ranking,
- Top-70 på årets FedEx Cup ranking.[4]

I juni 2014 annonserade PGA Touren att de ville visa uppskattning åt två av golfens viktigaste spelare - Jack Nicklaus och Arnold Palmer -  genom att ge deras tävlingar lite mer betydelse, genom att ge vinnarna av dessa två tävlingar ett tour-kort som varar i tre säsonger, vilket ger denne rätt att delta på PGA Touren i tre säsonger oavsett resultat. Detta skiljer sig från andra tävlingar på PGA Touren där vinnaren erhåller rätten till spel i två säsonger.
Arnold Palmer Invitational är en av enbart fem PGA Tour tävlingar som har inbjudningsstatus, de övriga fyra är RBC Heritage, Dean & DeLuca Invitational, Memorial Tournament samt Quicken Loans National.

## Segrare
| År                                                 | Spelare                                            | Resultat                                           | Mot par                                            | Segermarginal                                      | Runner(s)-up                                         |
| Arnold Palmer Invitational presented by MasterCard | Arnold Palmer Invitational presented by MasterCard | Arnold Palmer Invitational presented by MasterCard | Arnold Palmer Invitational presented by MasterCard | Arnold Palmer Invitational presented by MasterCard | Arnold Palmer Invitational presented by MasterCard   |
| -------------------------------------------------- | -------------------------------------------------- | -------------------------------------------------- | -------------------------------------------------- | -------------------------------------------------- | ---------------------------------------------------- |
| 2018                                               | Rory McIlroy                                       | 270                                                | -18                                                | 3 slag                                             | Bryson DeChambeau                                    |
| 2017                                               | Marc Leishman                                      | 277                                                | −11                                                | 1 slag                                             | Charley Hoffman, Kevin Kisner                        |
| 2016                                               | Jason Day                                          | 271                                                | −17                                                | 1 slag                                             | Kevin Chappell                                       |
| 2015                                               | Matt Every (2)                                     | 269                                                | −19                                                | 1 slag                                             | Henrik Stenson                                       |
| 2014                                               | Matt Every                                         | 275                                                | −13                                                | 1 slag                                             | Keegan Bradley                                       |
| 2013                                               | Tiger Woods (8)                                    | 275                                                | −13                                                | 2 slag                                             | Justin Rose                                          |
| 2012                                               | Tiger Woods (7)                                    | 275                                                | −13                                                | 5 slag                                             | Graeme McDowell                                      |
| 2011                                               | Martin Laird                                       | 280                                                | −8                                                 | 1 slag                                             | Steve Marino                                         |
| 2010                                               | Ernie Els (2)                                      | 277                                                | −11                                                | 2 slag                                             | Edoardo Molinari, Kevin Na                           |
| 2009                                               | Tiger Woods (6)                                    | 275                                                | −5                                                 | 1 slag                                             | Sean O'Hair                                          |
| 2008                                               | Tiger Woods (5)                                    | 270                                                | −10                                                | 1 slag                                             | Bart Bryant                                          |
| 2007                                               | Vijay Singh                                        | 272                                                | −8                                                 | 2 slag                                             | Rocco Mediate                                        |
| Bay Hill Invitational presented by MasterCard      |                                                    |                                                    |                                                    |                                                    |                                                      |
| 2006                                               | Rod Pampling                                       | 274                                                | −14                                                | 1 slag                                             | Greg Owen                                            |
| 2005                                               | Kenny Perry                                        | 276                                                | −12                                                | 2 slag                                             | Graeme McDowell, Vijay Singh                         |
| 2004                                               | Chad Campbell                                      | 270                                                | −18                                                | 6 slag                                             | Stuart Appleby                                       |
| Bay Hill Invitational presented by Cooper Tires    |                                                    |                                                    |                                                    |                                                    |                                                      |
| 2003                                               | Tiger Woods (4)                                    | 269                                                | −19                                                | 11 slag                                            | Stewart Cink, Brad Faxon, Kenny Perry, Kirk Triplett |
| 2002                                               | Tiger Woods (3)                                    | 275                                                | −13                                                | 4 slag                                             | Michael Campbell                                     |
| 2001                                               | Tiger Woods (2)                                    | 273                                                | −15                                                | 1 slag                                             | Phil Mickelson                                       |
| 2000                                               | Tiger Woods                                        | 270                                                | −18                                                | 4 slag                                             | Davis Love III                                       |
| 1999                                               | Tim Herron                                         | 274                                                | −14                                                | Särspel                                            | Tom Lehman                                           |
| Bay Hill Invitational presented by Office Depot    |                                                    |                                                    |                                                    |                                                    |                                                      |
| 1998                                               | Ernie Els                                          | 274                                                | −14                                                | 4 slag                                             | Bob Estes, Jeff Maggert                              |
| 1997                                               | Phil Mickelson                                     | 272                                                | −16                                                | 3 slag                                             | Stuart Appleby                                       |
| 1996                                               | Paul Goydos                                        | 275                                                | −13                                                | 1 slag                                             | Jeff Maggert                                         |
| Nestle Invitational                                |                                                    |                                                    |                                                    |                                                    |                                                      |
| 1995                                               | Loren Roberts (2)                                  | 272                                                | −16                                                | 2 slag                                             | Brad Faxon                                           |
| 1994                                               | Loren Roberts                                      | 275                                                | −13                                                | 1 slag                                             | Nick Price, Vijay Singh, Fuzzy Zoeller               |
| 1993                                               | Ben Crenshaw                                       | 280                                                | −8                                                 | 2 slag                                             | Davis Love III, Rocco Mediate, Vijay Singh           |
| 1992                                               | Fred Couples                                       | 269                                                | −19                                                | 9 slag                                             | Gene Sauers                                          |
| 1991                                               | Andrew Magee                                       | 203*                                               | −13                                                | 2 slag                                             | Tom Sieckmann                                        |
| 1990                                               | Robert Gamez                                       | 274                                                | −14                                                | 1 slag                                             | Greg Norman                                          |
| 1989                                               | Tom Kite (2)                                       | 278                                                | −6                                                 | Särspel                                            | Davis Love III                                       |
| Hertz Bay Hill Classic                             |                                                    |                                                    |                                                    |                                                    |                                                      |
| 1988                                               | Paul Azinger                                       | 271                                                | −13                                                | 5 slag                                             | Tom Kite                                             |
| 1987                                               | Payne Stewart                                      | 264                                                | −20                                                | 3 slag                                             | David Frost                                          |
| 1986                                               | Dan Forsman                                        | 202*                                               | −11                                                | 1 slag                                             | Raymond Floyd, Mike Hulbert                          |
| 1985                                               | Fuzzy Zoeller                                      | 275                                                | −9                                                 | 2 slag                                             | Tom Watson                                           |
| Bay Hill Classic                                   |                                                    |                                                    |                                                    |                                                    |                                                      |
| 1984                                               | Gary Koch (2)                                      | 272                                                | −12                                                | Särspel                                            | George Burns                                         |
| 1983                                               | Mike Nicolette                                     | 283                                                | −1                                                 | Särspel                                            | Greg Norman                                          |
| 1982                                               | Tom Kite                                           | 278                                                | −6                                                 | Särspel                                            | Jack Nicklaus, Denis Watson                          |
| 1981                                               | Andy Bean                                          | 266                                                | −18                                                | 7 slag                                             | Tom Watson                                           |
| 1980                                               | Dave Eichelberger                                  | 279                                                | −5                                                 | 3 slag                                             | Leonard Thompson                                     |
| Bay Hill Citrus Classic                            |                                                    |                                                    |                                                    |                                                    |                                                      |
| 1979                                               | Bob Byman                                          | 278                                                | −6                                                 | Särspel                                            | John Schroeder                                       |
| Florida Citrus Open                                |                                                    |                                                    |                                                    |                                                    |                                                      |
| 1978                                               | Mac McLendon                                       | 271                                                | −17                                                | 2 slag                                             | David Graham                                         |
| 1977                                               | Gary Koch                                          | 274                                                | −14                                                | 2 slag                                             | Dale Hayes, Joe Inman                                |
| 1976                                               | Hale Irwin                                         | 270                                                | −18                                                | Särspel                                            | Kermit Zarley                                        |
| 1975                                               | Lee Trevino                                        | 276                                                | −12                                                | 1 slag                                             | Hale Irwin                                           |
| 1974                                               | Jerry Heard (2)                                    | 273                                                | −15                                                | 3 slag                                             | Homero Blancas, Jim Jamieson                         |
| 1973                                               | Buddy Allin                                        | 265                                                | −23                                                | 8 slag                                             | Charles Coody                                        |
| 1972                                               | Jerry Heard                                        | 276                                                | −12                                                | 2 slag                                             | Bobby Mitchell                                       |
| Florida Citrus Invitational                        |                                                    |                                                    |                                                    |                                                    |                                                      |
| 1971                                               | Arnold Palmer                                      | 270                                                | −18                                                | 1 slag                                             | Julius Boros                                         |
| 1970                                               | Bob Lunn                                           | 271                                                | −17                                                | 1 slag                                             | Arnold Palmer, Bob Stanton                           |
| Florida Citrus Open Invitational                   |                                                    |                                                    |                                                    |                                                    |                                                      |
| 1969                                               | Ken Still                                          | 278                                                | −10                                                | 1 slag                                             | Miller Barber                                        |
| 1968                                               | Dan Sikes                                          | 274                                                | −14                                                | 1 slag                                             | Tom Weiskopf                                         |
| 1967                                               | Julius Boros                                       | 274                                                | −10                                                | 1 slag                                             | George Knudson, Arnold Palmer                        |
| 1966                                               | Lionel Hebert                                      | 279                                                | −5                                                 | 2 slag                                             | Charles Coody, Dick Lytle, Jack Nicklaus             |

* Spelades över 54 hål på grund av regn.

## Namn på tävlingen
| År        | Namn                                            |
| 1966-1969 | Florida Citrus Open Invitational                |
| 1970-1971 | Florida Citrus Invitational                     |
| 1972-1978 | Florida Citrus Open                             |
| 1979      | Bay Hill Citrus Classic                         |
| 1980-1984 | Bay Hill Classic                                |
| 1985-1988 | Hertz Bay Hill Classic                          |
| 1989-1995 | Nestle Invitational                             |
| 1996-1998 | Bay Hill Invitational presented by Office Depot |
| 1991-2003 | Bay Hill Invitational presented by Cooper Tires |
| 2004-2006 | Bay Hill Invitational presented by Mastercard   |
| 2007-     | Arnold Palmer Invitational                      |